# Жирные спирты
Жи́рные спирты́ — тип липидов. Это высокомолекулярные спирты, содержащие 1-3 гидроксильные группы (спирты, содержащие больше трех гидроксильных групп считаются родственными углеводам, хорошо растворяются в воде и поэтому не входят в категорию липидов).
Характерными представителями жирных спиртов являются цетиловый спирт C16H33OH, ради которого раньше велся промысел кашалотов, и мирициловый спирт С31Н63ОН, который в связанном виде содержится в пчелином воске. К ним же относится широко известный холестерин.

## Агрегатное состояние
Жирные спирты обычно являются твердыми веществами.
|          | С16Н33ОН | С18Н37ОН | С31Н63ОН |
| -------- | -------- | -------- | -------- |
| tпл, °C  | 54-55    | 60-62    | 85-85,5  |
| tкип, °C | 270      | 272      | 299      |

## Применение
Жирные спирты представляют собой алифатические спирты (спирты жирного ряда), обычно состоящие из цепочки из 8−22 атомов углерода, хотя они могут содержать 36 или более атомов углерода. Жирные спирты имеют ряд атомов углерода и одну связанную с атомом углерода  спиртовую группу (-ОН). Они также могут быть ненасыщенными и разветвленными. Они широко используются в химической промышленности.
Жирные спирты применяются для изготовления мыла, пластификаторов и растворителей.

## Биологическая функция
В живой клетке синтезируются способом, похожим на синтез жирных кислот(СН3СО-S-КоА диспропорциирует, превращаясь в HS-КоА и СН3-СО-СН2-СО-S-КоА, который подвергается гидролизу и восстановлению группы СО. Выделяется масляная кислота, и все начинается сначала. В итоге получается жирная кислота, превращающаяся в спирт при восстановлении кетогруппы. Используются для синтеза жиров и в клеточных мембранах, а также содержатся в хлоропластах (в состав хлорофилла входит спирт).

## Химические свойства
Кислотные свойства почти не выражены ввиду большой длины радикала. Могут частично окисляться до альдегидов, кислот, полностью — до углекислого газа и воды. Образуют соли с щелочными металлами и эфиры с кислотами.